# Karakulska ovca
Karakulska ovca ali Karakul (imenovano po Qorakoʻl, mestu v regiji Buhara v Uzbekistanu) je pasma domačih debelorepih ovac, ki izvira iz Srednje Azije. Nekateri arheološki dokazi kažejo, da se karakulske ovce redijo tam neprekinjeno že od leta 1400 pred našim štetjem.
Karakulske ovce, ki izvirajo iz puščavskih regij Srednje Azije, so znane po svoji sposobnosti iskanja hrane in uspevanja v izjemno težkih življenjskih razmerah. Lahko preživijo hude sušne razmere, ker si rezerve za puste čase shranijo kot maščobo v svojih repih. Karakule gojijo v velikem številu tudi v Namibiji, saj so jih tja prvi prinesli nemški kolonisti v začetku 20. stoletja. Trenutno so uvrščene med ogrožene.

## Uporaba pri ljudeh
Karakulske ovce so večnamenska pasma, ki se gojijo za molžo, meso, kože in volno. Kot debelorepa pasma imajo značilno meso. Številni odrasli karakuli imajo dvojno prevleko; v tem primeru ločijo grobo zaščitno dlako od podlanke. Karakul je razmeroma grobo vlakno, ki se uporablja za vrhnja oblačila, preproge in polstenje.
Meso ovc, še posebej maščoba iz repa, je pomembna sestavina uzbekistanske kuhinje.

## Karakul krzno
Zelo mlada ali celo fetalna karakulska jagnjeta so cenjena zaradi krzna. Krzno novorojenih karakulskih ovc imenujemo karakul, svakara (portmanteau jugozahodne Afrike karakul), (tudi astrahan) (rusko in francosko), perzijska jagnjetina, agnello di Persia (italijansko), krimer (rusko) in garaköli bagana (turkmensko). Včasih se izraza za krzno novorojenih jagnjet in jagnjet zarodkov uporabljata zamenljivo. Novorojena jagnjeta imajo čvrsto, kodrasto dlako. Jagnjeta morajo biti ob usmrtitvi mlajša od treh dni, sicer bodo izgubila svojo črno barvo in mehko, tesno navito dlako. Prevladujejo temne barve in jagnjeta s staranjem pogosto potemnijo barvo. Fetalne jagnječje krzno karakul se imenujejo široki rep, breitschwanz (nemško) in karakulča. Fetalna jagnjeta karakul so pridelana s spontanimi splavi, induciranim zgodnjim porodom ali z ubijanjem matere ovce in odstranitvijo ploda. Namesto da bi ubili zdrave ovce, bodo kmetje ubili starejše ovce, ki so že večkrat skotile. Ljudje uporabljajo jagnječje krzno za izdelavo različnih oblačil, kot je astrahanska ali karakulska kučma. Kožuh so uporabljali tudi v visoki modi.